# كارلوس لوكاس
كارلوس لوكاس (بالإسبانية: Carlos Lucas)‏ (مواليد 4 يونيو 1930) هو ملاكم تشيلي، مثّل بلاده في الألعاب الأولمبية الصيفية في دورتي 1956 و1960.

## روابط خارجية
- كارلوس لوكاس على موقع أوليمبيديا (الإنجليزية)